# Cuentos de identidad
Cuentos de identidad es una serie de televisión de comedia dramática argentina emitida por la TV Pública. La serie se centra en contar en cada episodio una historia diferente, las cuales son interpretadas por los mismos actores. Estuvo protagonizada por Virginia Innocenti, Antonio Grimau, Cristina Alberó, Carlos Santamaría, Paula Sartor y Martín Slipak. La serie tuvo su estreno el marte 22 de julio de 2014.
La ficción fue producido por Zarlek y resultó ser la ficción ganadora del Concurso de Fomento a la Producción Nacional de la Televisión Digital Abierta de 2013.

## Sinopsis
Este ciclo de trece capítulos unitarios narra historias diferentes en donde el tema de la identidad se presenta en toda la amplitud y ambigüedad de su significación. Abordar la identidad permite articular la pérdida de ella, lo social, lo subjetivo, la pertenencia, lo que se pretende ser o parecer, lo cultural y hasta lo oculto.
Este espectro de posibilidades constituyen la esencia de cada uno de los relatos, cuyos contenidos transitan un universo de representaciones que van de la comedia al drama, de lo policial a lo costumbrista, de lo pasional a lo místico. 
Personajes tales como los ídolos, los padres, los rivales, los amigos, los periodistas y los asesinos confluyen en las distintas historias en sus respectivos marcos de pertenencia. El barrio, los medios de comunicación, el club y el colegio son algunos de los escenarios en donde acontece la vida de los mismos. 
Cuestión de identidad no es un capítulo más de la saga de crónicas que se han limitado a enfrentar este tema solamente como una pérdida.
Por el contrario trata de evitarla y de llevar a cabo su cometido denunciando un presente social complejo, a veces con una sonrisa, a veces con dolor, a veces con una visión ingenua del pasado.
Infinidad de situaciones nos hacen perder la identidad. Pero muchas otras nos hacen acercarnos a la identidad que ansiamos. De eso habla este programa, de la identidad que no es otra cosa que hablar de nosotros y nuestra idiosincrasia.

## Elenco
- Virginia Innocenti como Varios.
- Antonio Grimau como Varios.
- Cristina Alberó como Varios.
- Carlos Santamaría como Varios.
- Paula Sartor como Varios.
- Martín Slipak como Varios.

## Episodios
| N.º (serie) | Título                    | Director       | Guionista       | Fecha de emisión         | Audiencia (en millones) |
| --- | ------------------------- | -------------- | --------------- | ------------------------ | ----------------------- |
| 1 | «Yo soy esa»              | Alberto Lecchi | Guillermo Ipiña | 22 de julio de 2014      | —                       |
| Ana "Anita" (Sartor) acude a terapia luego de la trágica muerte de su madre Cristina (Innocenti). Durante la sesión, Ernesto (Grimau) el psicólogo, intenta entender el inconsistente relato de Ana, ya que ella no cuenta su historia, sino más bien narra la vida su madre como si fuera suya. Ana saca a la luz los conflictos de pareja que tenía su madre con su marido Pablo Lugán (Santamaría), quien la engañó, lo que causó que Cristina quede deprimida. Además, devela que su hermano Hugo (Slipak) no demuestra interés por la situación y es quien decide contratar a Betyna (Alberó), una empleada doméstica que se encarga de cuidar a Cristina, pero luego esta se suicida y pasa a cuidar a Ana, quien quedó conmovida por encontrar a su madre muerta y a su vez le recomienda asistir a terapia. |                           |                |                 |                          |                         |
| 2 | «Mi nombre, mi karma»     | Alberto Lecchi | Guillermo Ipiña | 29 de julio de 2014      | —                       |
| Laura decide no ponerle el apellido de Santiago a su hijo por temor a que sea objeto de burlas. Santiago se opondrá a esta medida. |                           |                |                 |                          |                         |
| 3 | «María en el espejo»      | Alberto Lecchi | Guillermo Ipiña | 5 de agosto de 2014      | —                       |
| 4 | «Sin GPS»                 | Alberto Lecchi | Guillermo Ipiña | 12 de agosto de 2014     | —                       |
| 5 | «Socias»                  | Alberto Lecchi | Guillermo Ipiña | 19 de agosto de 2014     | —                       |
| 6 | «Román y Judith»          | Alberto Lecchi | Guillermo Ipiña | 26 de agosto de 2014     | —                       |
| 7 | «Con cuerda para rato»    | Alberto Lecchi | Guillermo Ipiña | 2 de septiembre de 2014  | —                       |
| 8 | «Volver a casa»           | Alberto Lecchi | Guillermo Ipiña | 2 de septiembre de 2014  | —                       |
| 9 | «Hecho pelota»            | Alberto Lecchi | Guillermo Ipiña | 9 de septiembre de 2014  | —                       |
| 10 | «Fuera de servicio»       | Alberto Lecchi | Guillermo Ipiña | 16 de septiembre de 2014 | —                       |
| 11 | «Un encuentro inesperado» | Alberto Lecchi | Guillermo Ipiña | 23 de septiembre de 2014 | —                       |
| 12 | «La casa de los dulces»   | Alberto Lecchi | Guillermo Ipiña | 30 de septiembre de 2014 | —                       |
| 13 | «Espejito espejito»       | Alberto Lecchi | Guillermo Ipiña | 7 de octubre de 2014     | —                       |